# Ferdinand Čatloš

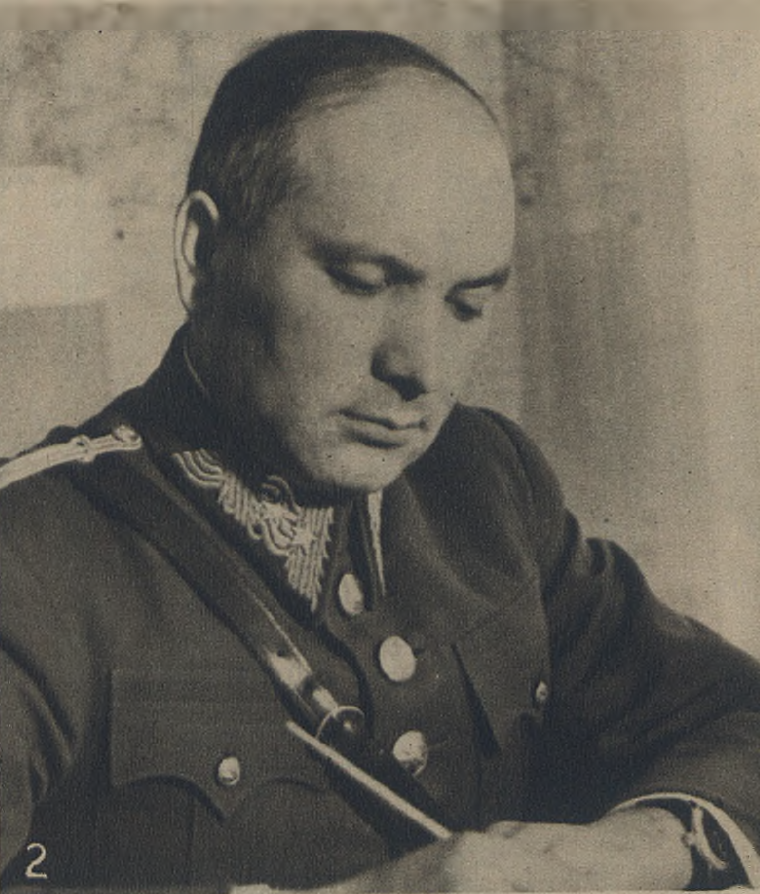
Ferdinand Čatloš (1941)

Ferdinand Čatloš (* 7. Oktober 1895 in Szentpéter, Österreich-Ungarn; † 16. Dezember 1972 in Martin, Tschechoslowakei) war ein tschechoslowakischer Offizier und slowakischer General. Von 1939 bis 1944 war er Verteidigungsminister des Slowakischen Staates.

## Leben
Čatloš besuchte die Bürgerschule in Liptovský Mikuláš und später die Handelsakademie in Kežmarok und Kubín. Später studierte er an der Schule für Reserve-Offiziere in Lučenec. Im September 1915 geriet er als Offiziersanwärter der österreichisch-ungarischen Armee an der Ostfront in russische Kriegsgefangenschaft. Im Juni 1917 trat Čatloš in die Tschechoslowakischen Legionen in Russland ein. Nach der Entstehung der Tschechoslowakei absolvierte er Offizierskurse in Prag, Milovice und Košice. 
In der Zeit von 1925 bis 1926 arbeitete er beim Nachrichtendienst des tschechoslowakischen Verteidigungsministeriums und von 1926 bis 1927 war er Vertreter des tschechoslowakischen Militärattachés in Budapest. Danach war er 1927 bis 1930 Praktikant an der Militärhochschule in Prag. Ab Oktober 1938 war Čatloš Leiter der Militärkanzlei der autonomen slowakischen Landesregierung und Stellvertretender Oberbefehlshaber der in der Slowakei operierenden tschechoslowakischen Streitkräfte.

### Slowakischer Verteidigungsminister
Im Jahr 1939 wurde Čatloš zum General und Verteidigungsminister der Ersten Slowakischen Republik ernannt und war somit der einzige evangelische Minister der Regierung. Čatloš begann umgehend mit einer grundlegenden Organisation der neuen slowakischen Armee, die sich bereits in den ersten Tagen nach der slowakischen Unabhängigkeitserklärung im Slowakisch-Ungarischen Krieg bewähren musste. Im September 1939 und Juni 1941 führt er als slowakischer Verteidigungsminister slowakische Truppen in den Kampf gegen Polen und die Sowjetunion. 
In der Slowakei stieg Čatloš zwischen 1940 und 1944 in Militärkreisen und der Öffentlichkeit zu einer großen und geachteten Autorität auf. Innenpolitisch zunächst dem pronazistischen Parteiflügel nahestehend, galt er spätestens von Frühjahr 1941 bis Sommer 1944 als einer der engsten Vertrauten des Staatspräsidenten Jozef Tiso. Als die von den Slowakischen Nationalsozialisten kontrollierte Hlinka-Garde am 8. Januar 1941 in Bratislava einen Putschversuch gegen den Staatspräsidenten und seinen katholisch-konservativen (gemäßigten) Parteiflügel unternehmen wollte, ließ Čatloš sofort die Präsidentenwache verstärken, überprüfte die Loyalität des Polizeichefs und bereitete das Militär auf den schlimmsten Fall vor.
Der klare Übertritt von Čatloš auf die Seite Jozef Tisos und seines katholisch-konservativen (gemäßigten) Parteiflügels war eine der Hauptgründe, warum die Umbesetzung seines Ministerpostens durch den radikalen Ministerpräsidenten Vojtech Tuka nicht zustande kam. Čatloš äußerte sich später folgendermaßen über die Situation:

„Damals habe ich mit dem Gewicht des Militärs einen Umsturz im Staat verhindert und Tiso hat mir aus Dankbarkeit dafür vertraut und wollte auf mich auch entgegen Tukas und Hitlers Ersuchen bis zum Aufstand 1944 nicht verzichten.“

#### Aufstandspläne 1944
Im Jahr 1944 erarbeitete er einen eigenständigen Plan, das sogenannte Čatloš-Memorandum, nach dem nach der Annäherung der Roten Armee an die slowakischen Grenzen in der Slowakei eine Militärdiktatur ausgerufen werden sollte. Weiterer Bestandteil des Plans war eine Erleichterung des Einmarsches der Roten Armee in die Slowakei. Dieses Memorandum schickte er der Führung der illegalen Kommunistischen Partei der Slowakei. 
Für die Übergabe des Plans an die Kommunisten stellte Čatloš ein Flugzeug bereit, das am 4. August 1944 gemeinsam mit einer Delegation des Slowakischen Nationalrates unter Führung von Karol Šmidke nach Moskau flog. Die Führung der Kommunistischen Partei und des Slowakischen Nationalrates nahm in Bezug auf das Memorandum eine ablehnende Haltung ein. Sie hielten den militärischen Teil für „interessant“, die politischen Aspekte jedoch für nicht akzeptabel.
Nach dem Ausbruch des Slowakischen Nationalaufstands am 29. August 1944 verurteilte Čatloš nach deutschem Druck den Aufstand in einer Rundfunkansprache und verkündete unter anderem:

„Die Partisanen sind die größten Feinde der freien und ruhigen Slowakei. Wer es mit ihnen halten würde, ist ein Verräter seines Stammes und seines Vaterlandes. Mit Hilfe der deutschen Armee möge jeder tapfere Slowake heldenhaft gegen sie ziehen.“

Čatloš ließ zwar noch Einheiten in Bratislava für den Kampf gegen die Aufständischen mobilisieren, reiste allerdings schon am 2. September 1944 in das Aufstandsgebiet und stellte sich als einziger Minister der slowakischen Regierung in die Dienste der Führer des Aufstands. Doch Čatloš wurde von ihnen abgelehnt und es wurde ihm auch keine Rundfunkansprache ermöglicht, in der er die slowakischen Soldaten aufrufen wollte, sich dem Aufstand anzuschließen. Am 13. September 1944 wurde er festgenommen und in die Sowjetunion deportiert, wo er interniert wurde. 
Nach dem Krieg wurde er 1947 vom tschechoslowakischen Volksgerichtshof zu 5 Jahren Haft verurteilt, allerdings 1948 bereits frühzeitig entlassen und in Martin als Sachbearbeiter eingestellt.

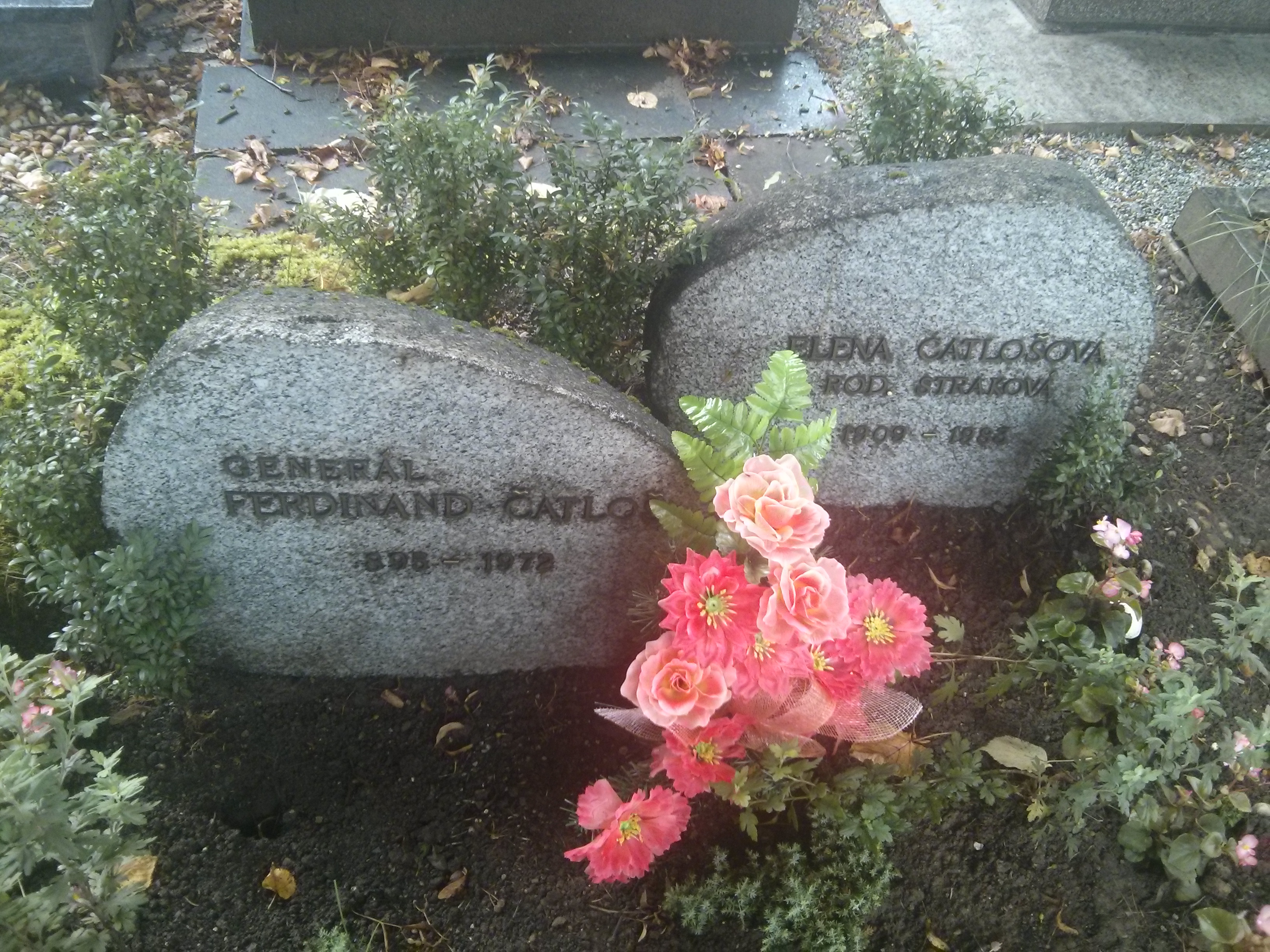
Grab auf dem Nationalfriedhof in Martin, Slowakei